# Gunhild Hoffmeister
Pour les articles homonymes, voir Hoffmeister.
Gunhild Hoffmeister, née le 6 juillet 1944 à Forst, Brandebourg, est une athlète est-allemande, spécialiste des courses de demi-fond. Elle a remporté trois médailles olympiques.

## Palmarès

### Jeux olympiques
- Jeux olympiques de 1972 à Munich ( Allemagne de l'Ouest) 
  -  Médaille de bronze sur 800 m
  -  Médaille d'argent sur 1 500 m
- Jeux olympiques de 1976 à Montréal ( Canada) 
  -  Médaille d'argent sur 1 500 m

### Championnats d'Europe d'athlétisme
- Championnats d'Europe d'athlétisme de 1971 à Helsinki  Finlande
  - abandon sur 800 m
  -  Médaille d'argent sur 1 500 m
- Championnats d'Europe d'athlétisme de 1974 à Rome  Italie
  -  Médaille d'argent sur 800 m
  -  Médaille d'or sur 1 500 m